# Зенякин, Аркадий Михайлович
Арка́дий Миха́йлович Зеня́кин (26 января 1915, Козлов, Тамбовская губерния — 2 апреля 1990, Москва) — советский оператор, режиссёр и сценарист неигрового кино, фронтовой кинооператор в годы Великой Отечественной войны. Заслуженный деятель искусств РСФСР (1968).

## Биография
Родился 13 (26) января 1915 года в Козлове Тамбовской губернии в крестьянской семье (ныне — Мичуринск, Тамбовской области). После окончания семилетней школы в 1930 году работал учителем начальной школы в Богородицком районе Тульской области. Член ВЛКСМ с 1930 года. 1931—1932 годах — секретарь Богородицкого райисполкома, в 1932—1933 годах — на профсоюзной работе. По комсомольской путёвке работал на рудниках Московского угольного бассейна, в 1933—1936 годах — проходчиком на Московском метрострое, параллельно учился на рабфаке. В 1935 году поступил на операторский факультет Высшего государственного института кинематографии.
По окончании ВГИКа в 1940 году был распределён на киностудию «Советская Беларусь», где успел снять два десятка сюжетов. Осенью того же года был призван в Красную армию.
С началом войны был рядовым солдатом, отличился в боях. В звании старшего сержанта командовал пулемётным расчётом 291 стрелкового полка 63 стрелковой дивизии 1-го и 2-го формирования 3-го Белорусского фронта. В 1944 году — командир отделения хозяйственного довольствия. С января 1945 года был откомандирован в киногруппу 3-го Белорусского фронта в Восточную Пруссию. Прежний опыт командира пригодился ему, когда вместе с Николаем Лыткиным и Георгием Голубовым пришлось обучать сержантов съёмке на шестнадцатимиллиметровую камеру, установленную на прикладе ППШ.

…на освобождённой от фашистов территории Германии была создана группа солдат-операторов. В неё вошли самые храбрые ребята, в основном разведчики. Им выдали «киноавтоматы» (на ложе автомата был смонтирован киноаппарат с телеобъективом). Руководил этим подразделением оператор Аркадий Зенякин.
— Александр Становов, военный фотожурналист, «Искусство кино» № 5 1985
После поражения Германии продолжил снимать в киногруппе 1-го Дальневосточного фронта.
По окончании войны работал оператором, автором-оператором и режиссёром на ЦСДФ. Один из тех, кто участвовал в создании первых широкоэкранных фильмов, а «В гостях у птиц и зверей» (1955) вошёл в «великолепную семёрку» советских лент, больше года с неизменным успехом демонстрировавшихся в открывавшихся по всей стране широкоэкранных кинотеатрах.
Также является атором сюжетов для кинопериодики: «Московская кинохроника», «Новости дня», «Пионерия», «Советская Беларусь», «Советский спорт», «Советское кино», «Союзкиножурнал».
Почерк Зенякина-режиссёра отличают сложные многоплановые драматические построения, выявление внутренних конфликтных сторон, — киновед Сергей Дробашенко находил, что «кинопублицист рассматривает не столько внешнюю сторону действительности, не столько её „видимость“, сколько то, что скрыто в глубине жизненного факта и нередко с другой, неожиданной стороны раскрывает и характеризует его».
Член ВКП(б) в 1944—1945 годах, член Союза кинематографистов СССР (Москва) с 1957 года.
Похоронен в Москве на Кунцевском кладбище.

### Семья
- жена — Кира Николаевна Зенякина (1923—2016)[15]

## Фильмография
Оператор
- 1945 — Кёнигсберг (фронтовой спецвыпуск № 6) (в соавторстве)
- 1945 — Кинодокументы о зверствах немецко-фашистских захватчиков (в соавторстве)
- 1945 — Разгром Японии (в соавторстве)
- 1946 — 1-е Мая (ч/б вариант; в соавторстве)
- 1946 — XXIX Октябрь (в соавторстве)
- 1946 — Зимой (в соавторстве)
- 1946 — Парад молодости (в соавторстве)
- 1947 — Великий всенародный праздник (в соавторстве)
- 1947 — День Воздушного флота СССР (в соавторстве)
- 1947 — День победившей страны (в соавторстве)
- 1947 — Карело-Финская ССР (совместно с А. Братманом)
- 1948 — 1 Мая (цветной вариант; в соавторстве)
- 1948 — XXX лет комсомола (в соавторстве)
- 1948 — XXXI Октябрь (в соавторстве)
- 1948 — День воздушного флота СССР (в соавторстве)
- 1948 — Ко дню Военно-Морского флота (совместно с А. Воронцовым, М. Прудниковым, Л. Котляренко, З. Фельдманом)
- 1948 — На родину! (в соавторстве)
- 1948 — Советский спорт (в соавторстве)
- 1949 — 1 Мая (цветной и ч/б вариант; в соавторстве)
- 1949 — XXXII Октябрь (в соавторстве)
- 1949 — Песни Казахстана (в соавторстве)
- 1949 — Советский Казахстан (в соавторстве)
- 1949 — Спортивная зима (в соавторстве)
- 1950 — Дальний Восток (в соавторстве)
- 1950 — Первое Мая 1950 г. в Москве (в соавторстве)
- 1951 — 1 Мая 1951 г. (в соавторстве)
- 1951 — Делегация дружбы (в соавторстве)
- 1951 — День Воздушного флота СССР (в соавторстве)
- 1951 — На воздушных путях (в соавторстве)
- 1951 — По центрально-чернозёмной полосе (в соавторстве)
- 1951 — Советская Тува (в соавторстве)
- 1951 — Спорт отважных (в соавторстве)
- 1952 — Международные соревнования боксеров (в соавторстве)
- 1952 — На высокогорном катке (в соавторстве)
- 1952 — По Хабаровскому краю (в соавторстве)
- 1953 — Великое прощание (в соавторстве)
- 1953 — Командное первенство СССР по боксу (в соавторстве)
- 1953 — Международные встречи футболистов СССР — Австрия (в соавторстве)
- 1953 — Повесть о нефтяниках Каспия (совместно с Р. Карменом, Д. Мамедовым, С. Медынским)
- 1953 — Советские гимнасты (в соавторстве)
- 1953 — Советское Приморье (совместно с Г. Епифановым, О. Рейзман, Е. Яцуном)
- 1953 — Финские футболисты в СССР (в соавторстве)
- 1954 — Международные соревнования мотоциклистов (в соавторстве)
- 1954 — Первая весна (в соавторстве)
- 1954 — Праздник нашей молодости (в соавторстве)
- 1954 — Пребывание японских делегаций в СССР (в соавторстве)
- 1955 — В гостях у птиц и зверей (совместно с В. Микошей)[16]
- 1955 — Варшавские встречи (СССР — ПНР; совместно с А. Левитаном, С. Спрудиным)
- 1955 — На первенстве мира по конькам (совместно с И. Гутманом, Ю. Леонгардтом, К. Пискарёвым, Н. Соловьёвым, А. Сологубовым)
- 1955 — Песни над Вислой (СССР — ПНР; в соавторстве)
- 1955 — СССР — Швеция (в соавторстве)
- 1955 — Счастье трудных дорог (в соавторстве)
- 1955 — Чемпионы мира по футболу (в соавторстве)
- 1955 — Югославские футболисты в Советском Союзе (в соавторстве)
- 1955 — СССР — Швеция (совместно с М. Ошурковым, Р. Халушаковым, А. Крыловым)
- 1955 — Чемпионы мира по футболу в Москве (в соавторстве)
- 1956 — Выставка английских мод в Москве (в соавторстве)
- 1956 — Гости Афганистана в Советской стране (совместно с Г. Голубовым, И. Михеевым, Н. Соловьёвым)[17]
- 1956 — Ленинградская осень (совместно с В. Микошей)[18]
- 1956 — Моды сезона (совместно с В. Микошей)(совместно с В. Микошей)[19]
- 1956 — Москва реконструируется (в соавторстве)
- 1956 — Олимпийский матч (в соавторстве)
- 1956 — Памятники древней культуры Египта (в соавторстве)
- 1956 — Пребывание в СССР премьер-министра и министра иностранных дел Дании Х. К. Хансена (в соавторстве)
- 1956 — Президент Сукарно — гость Советского Союза (в соавторстве)
- 1956 — Румыно-советские переговоры в Москве (совместно с А. Крыловым, Е. Яцуном)[20]
- 1957 — В Египте (в соавторстве)
- 1957 — Из глубины веков (совместно с А. Сёминым)
- 1957 — Над нами одно небо (совместно с И. Гутманом, А. Сёминым)
- 1957 — На международном конгрессе моды (совместно с И. Бессарабовым)
- 1957 — На Синайском полуострове (совместно с А. Сёминым)[21]
- 1957 — Неделя в совнархозе[22]
- 1957 — Репортаж из Порт-Саида (совместно с М. Трояновским)[23]
- 1957 — Советская промышленная выставка в Египте (совместно с А. Сёминым, М. Трояновским)
- 1958 — Австрийские гости (совместно с Е. Яцуном)[24]
- 1958 — Богатая осень (в соавторстве)
- 1958 — Бокс (в соавторстве)
- 1958 — Когда цветёт сакура (совместно с А. Сёминым, также соавторы сценария)[25]
- 1958 — На международной ярмарке в Осака (совместно с А. Сёминым)[26]
- 1958 — Памятники древнего Египта (совместно с А. Сёминым)
- 1958 — Первая сессия Верховного Совета РСФСР пятого созыва (в соавторстве)
- 1958 — Среди птиц и зверей
- 1959 — Встреча на ледяной арене (совместно с А. Греком, В. Микошей)[27]
- 1959 — Мастера художественной гимнастики (совместно с Ю. Леонгардтом)[28]
- 1959 — Мяч в игре (в соавторстве)
- 1959 — На льду и на воде (совместно с В. Микошей)[29]
- 1959 — На финише футбольного сезона (в соавторстве)
- 1960 — Арена дружбы
- 1960 — В атмосфере доверия и взаимопонимания (совместно с П. Касаткиным, В. Комаровым, М. Прудниковым, К. Станкевичем)[30]
- 1960 — Визит мира и дружбы (в соавторстве)
- 1960 — Живопись Святослава Рериха
- 1960 — Зимняя фантазия (совместно с В. Микошей)
- 1960 — Намасте (в соавторстве)
- 1960 — Н. С. Хрущёв в Бирме (в соавторстве)
- 1960 — Праздник дружбы (совместно с А. Сологубовым)
- 1960 — Президент Финляндской республики в Москве (совместно с П. Касаткиным, Л. Котляренко)
- 1960 — Советские гости в Непале (совместно с А. Сёминым)
- 1961 — В гостях у соседей (совместно с А. Сёминым)
- 1961 — В Сенегале (совместно с А. Сёминым)
- 1961 — Встречи в Японии (совместно с А. Сёминым)
- 1961 — На реке (совместно с В. Микошей)
- 1961 — Песня и труд (совместно с В. Цитроном)
- 1962 — В Новой Зеландии
- 1962 — Японские новеллы (совместно с А. Сёминым)
- 1963 — Австралия и Океания
- 1963 — Далёкая Австралия
- 1963 — Сиримаво Бандаранаике
- 1964 — Друг из Советского Союза
- 1964 — Страницы бессмертия (в соавторстве)[31]
- 1965 — Парад Победы, 1965 (в соавторстве)
- 1966 — Занавес не закрывается (совместно с А. Кочетковым)
- 1966 — Интерпрессфото-66 (совместно с И. Греком)
- 1967 — Молодые художники. Весна 1967 (совместно с А. Кочетковым)
- 1968 — Пастор из ФРГ (совместно с А. Колошиным)
- 1969 — Джакомо Манцу (совместно с А. Кочетковым)
- 1969 — Солдаты мира
- 1970 — Орден Ленина
- 1971 — Антонио Грамши
- 1972 — Спиро, Фарис и другие
- 1974 — Товарищ Сибирь (полиэкранный, вариоскопический; совместно с К. Бровиным)
- 1974 — Художник Гуттузо[32]

Режиссёр
- 1955 — В гостях у птиц и зверей (совместно с В. Микошей, также соавтор сценария)
- 1956 — Ленинградская осень (совместно с В. Микошей)
- 1956 — Моды сезона (совместно с В. Микошей, И. Посельским)
- 1957 — Из глубины веков (совместно с А. Сёминым, также автор сценария)
- 1957 — Неделя в совнархозе
- 1958 — Когда цветёт сакура (совместно с А. Сёминым)
- 1959 — Выставка японского искусства в Москве
- 1959 — На льду и на воде
- 1960 — Арена дружбы
- 1960 — Живопись Святослава Рериха
- 1961 — На реке (совместно с В. Микошей, также автор сценария)
- 1962 — В Новой Зеландии
- 1962 — Японские новеллы (также автор сценария)
- 1963 — Австралия и Океания
- 1963 — Далёкая Австралия (также автор сценария совместно с А. Марьямовым)
- 1963 — Сиримаво Бандаранаике (также автор сценария совместно с Г. Гурковым)
- 1966 — Занавес не закрывается (также автор сценария совместно с В. Комиссаржевским)
- 1966 — Интерпрессфото-66 (также автор сценария)
- 1967 — Молодые художники. Весна 1967 (также автор сценария)
- 1967 — Праздник моды (также автор сценария)
- 1967 — Сутки — 1300 часов
- 1967 — Фильмы и встречи
- 1968 — Десять минут в танце
- 1968 — Пастор из ФРГ
- 1969 — Автозавод в Тольятти
- 1969 — Джакомо Манцу
- 1969 — Солдаты мира (также автор сценария совместно с И. Менджерицким)
- 1970 — Волжский автомобильный
- 1970 — Орден Ленина (также автор сценария)
- 1970 — Тольятти — автоград (также автор сценария)[33]
- 1970 — Фронтовики, наденьте ордена!
- 1971 — Солдаты мира (также автор сценария)
- 1971 — Антонио Грамши
- 1971 — Кино и время
- 1971 — Шведские парламентарии в СССР
- 1972 — Причалы КамАЗа (также автор сценария)
- 1972 — Сокровище Самотлора
- 1972 — Спиро, Фарис и другие
- 1974 — Жигули миллионный (также автор сценария)[34]
- 1974 — Страна и наука
- 1974 — Художник Гуттузо (также автор сценария совместно с Н. Прожогиным)
- 1976 — Президент республики Филиппины в СССР[35]
- 1976 — С веком наравне (также автор сценария совместно с О. Ивановой)[36]
- 1977 — В ответе за будущее
- 1978 — Отчизне посвятим (также автор сценария)
- 1979 — Дело, которому служишь
- 1979 — Дорогой Ленина (также автор сценария)[37]
- 1979 — Навстречу миру
- 1980 — Звёздный
- 1981 — Визит монгольских парламентариев в СССР
- 1981 — Торговля — путь к миру
- 1981 — Экран и время
- 1982 — Грань мужества (также автор сценария)[38]
- 1982 — Экспоцентр приглашает
- 1983 — XIII Международный кинофестиваль (также автор сценария совместно с В. Ивченко)
- 1983 — Человек летает на работу[39]
- 1984 — Делегация Национальной Ассамблеи Республики Зимбабве в СССР
- 1984 — На основе взаимовыгодного сотрудничества
- 1984 — Проблемы села Подольского
- 1985 — Делегация парламента Финляндии в СССР
- 1985 — Заместитель премьера Госсовета КНР Яо Илинь в Москве
- 1986 — Бела Кун (СССР — ВНР; совместно с В. Габором)[40]
- 1986 — Парламентарии Норвегии в СССР
- 1986 — Родом из Звёздного (также автор сценария)[41]
- 1987 — Визит Председателс Совета Министров Венгрии в СССР
- 1987 — Дамаск — Москва — Космос (также автор сценария)[42]
- 1987 — Португальские парламентарии в Советском Союзе
- 1988 — Джеффри Хау в Советском Союзе
- 1988 — Звёздный. Космические будни (также автор сценария)[43]

## Награды и звания
- медаль «За отвагу» (19 сентября 1943)[44];
- орден Славы III степени (11 августа 1944)[45];
- орден Красной Звезды (27 июля 1945)[2];
- заслуженный деятель искусств РСФСР (1968)[1][46];
- орден Отечественной войны II степени (6 апреля 1985)[47];
- 4 медали[4].

## Комментарии
1. ↑  В Кино. Энциклопедическом словаре под редакцией С. И. Юткевича (1987) дата рождения А. М. Зенякина — 13 (26) февраля 1915 года[1]; согласно записям в некоторых документах из архива Министерства обороны РФ год его рождения — 1914[2].
2. ↑  По информации Биофильмографического справочника А. С. Дерябина (2016) А. М. Зенякин служил на Балтийском флоте под Ораниенбаумом[4], по данным архива Министерства обороны РФ — в 19 отдельной истребительной авиационной эскадрилье[6].
3. ↑  По данным историка кино В. И. Фомина А. М. Зенякин был исключён из партии за утерю личного дела и неуплату членских взносов[3].